# 2024 au Pérou
Cet article présente les faits marquants de l'année 2024 au Pérou.

## Événements
- 5 mars : démission d'Alberto Otárola, président du Conseil des ministres.

## Décès

### Janvier
- 8 janvier : Gonzalo García Núñez - Économiste péruvien.

- 16 janvier : Luis Felipe Zegarra - Prêtre et théologien catholique péruvien.